# 56.ª Divisão de Infantaria (Alemanha)
A 56ª Divisão de Infantaria (em alemão:56. Infanterie-Division) foi uma unidade militar que serviu no Exército alemão durante a Segunda Guerra Mundial.

## Comandantes
| Comandante                           | Data                                           |
| ------------------------------------ | ---------------------------------------------- |
| General der Infanterie Karl Kriebel  | 1 de setembro de 1939 - 1 de agosto de 1940    |
| Generalleutnant Paul von Hase        | 1 de agosto de 1940 - 14 de novembro de 1940   |
| General der Infanterie Karl von Oven | 15 de novembro de 1940 - 28 de janeiro de 1943 |
| Generalleutnant Otto Lüdecke         | 28 de janeiro de 1943 - 1 de setembro de 1943  |
| Generalleutnant Vincent Müller       | 1 de setembro de 1943 - ?? outubro de 1943     |
| Generalleutnant Edmund Blaurock      | 10 de setembro de 1944 - 24 de março de 1945   |

## Oficiais de operações
| Major Helmuth Strempel         | 26 de agosto de 1939 - 21 de abril de 1941  |
| Major Hans-Heinrich Worgitzky  | 21 de abril de 1941 - 15 de julho de 1942   |
| Oberstleutnant Konrad Purucker | 15 de julho de 1942 - 1 de novembro de 1943 |

## Área de operações
| Polônia                                         | setembro de 1939 - maio de 1940  |
| Belgium                                         | maio de 1940 - junho de 1941     |
| Frente Oriental, setor central                  | junho de 1941 - setembro de 1943 |
| Prússia Oriental (junho de 1944 - março de 1945 |                                  |